# Parti du peuple de Mongolie-Intérieure
Ne doit pas être confondu avec Parti révolutionnaire du peuple de Mongolie-Intérieure.
Le Parti du peuple de Mongolie-Intérieure est un mouvement militant pour l'autodétermination de la Région autonome de la Mongolie-Intérieure en République populaire de Chine (RPC). Le parti a été créé en 1997 à Princeton (New Jersey). Citant les mauvais traitements du gouvernement chinois contre les Mongols pendant la révolution culturelle (1966 — 1976), le but du parti est d'établir l'état indépendant de Mongolie méridionale (Mongolie Intérieure) ; le potentiel pour l'unification avec la nation encore existante de Mongolie est au-delà de l'étendue actuelle de buts du parti. Le Parti du peuple de Mongolie intérieure représente la Mongolie-Intérieure au sein de l'Organisation des nations et des peuples non représentés.

## Origine

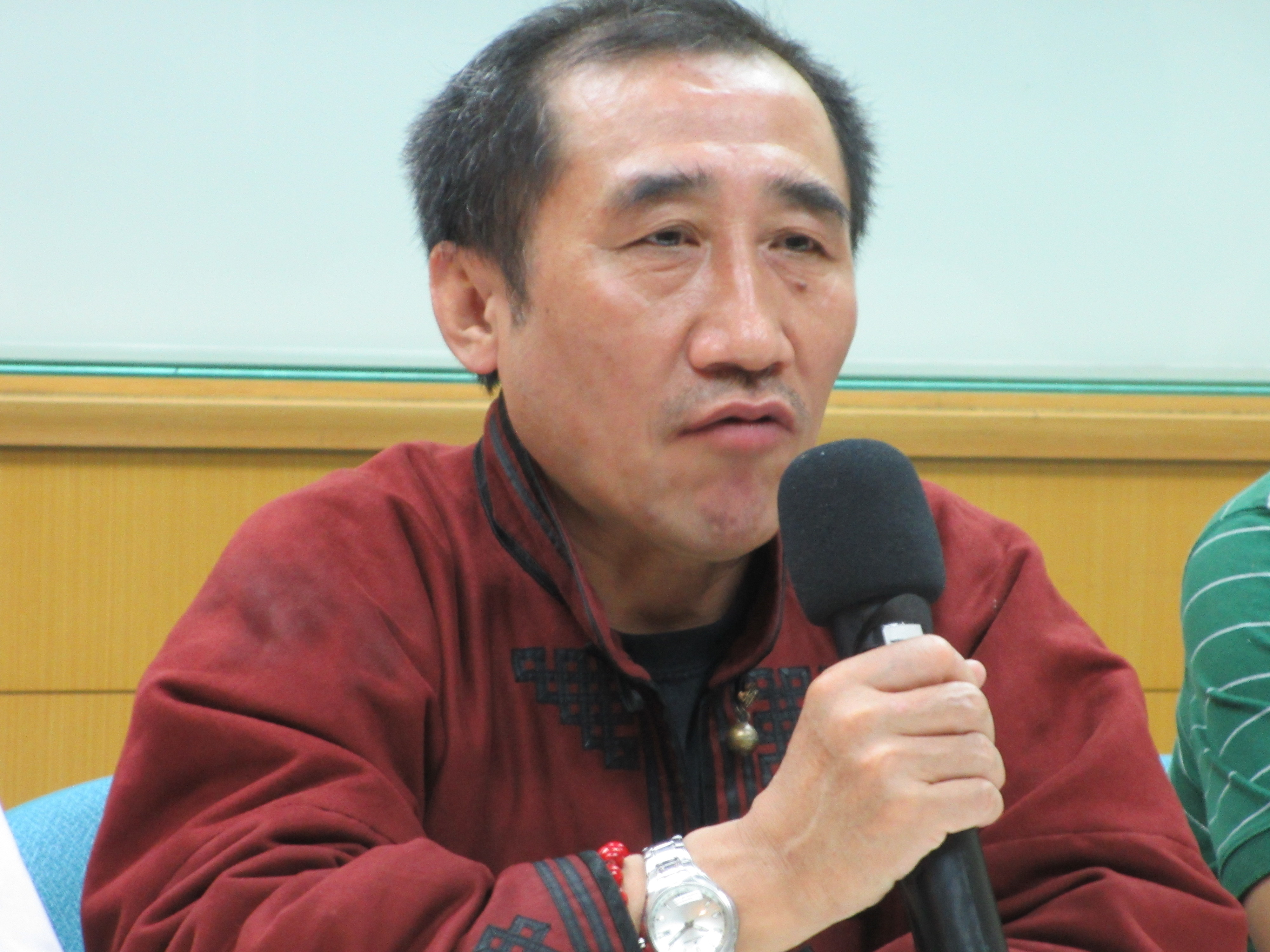
Temtselt Shobshuud

Région autonome de la Mongolie intérieure, dans le nord de la RPC

Dans les années 1980, Xi Haiming (Mongol : Temtselt Shobshuud (ja)), Huchuntegus (Chinois : Hu Qing Te Gu Si), Wang Manglai (Chinois : Wang Mang Lai) et Hada, tous trois étudiants dans les universités de Hohhot, ont discuté de fonder un parti du peuple de Mongolie intérieure, un parti politique pour les Mongols de Mongolie Intérieure. Plus tard, les individus de l'est et de l'ouest de Mongolie Intérieure se sont divisés et en conséquence, Huchuntegus a établi l'Association d'Ordos de Culture Ethnique dans la Ligue de Ikh Juu (maintenant la ville d'Ordos), tandis qu'Hada a fondé l'Alliance démocratique de Mongolie méridionale. Xi Haiming a fui son pays et a fondé le Parti du peuple de Mongolie intérieure à New York, en mars 1997.
Historiquement, un Parti du peuple de Mongolie intérieure (pinyin : Neirendang) avait existé avant l'établissement de la RPC, mais a été fusionné avec le parti communiste chinois (PCC) après que le PCC ait pris le pouvoir en 1949. Pendant la révolution culturelle (1966-1976), certains éléments du gouvernement chinois, y compris le notoire chef de la sécurité Kang Sheng, ont prétendu que le parti avait été ranimé secrètement comme une entité séparée hostile et ont cherché à l'anéantir. Roderick Mac Farquhar et Michael Schoenhals (sv) rapportent que selon un document central postérieur à la révolution culturelle, Zhongfa (1981), ceci a eu pour résultat que 790 000 personnes ont été persécutées dans une chasse aux sorcières qui a suivi. De ces personnes, 22 900 ont été battues à mort et 120 000 ont été mutilées de façon permanente.

## Buts
Le parti se base sur des principes de démocratie et de paix dans sa lutte pour mettre fin à la politique coloniale du PCC en Mongolie-Intérieure. Son objectif déclaré est d'atteindre un plus grand niveau d'autodétermination pour la Mongolie-Intérieure par des moyens pacifiques.

## Adhésion
Le seul critère d'adhésion est que l'individu accepte la Constitution et soit disposé à participer activement à tous les événements. Selon la Constitution, les membres sont libres de retirer leur adhésion s'ils le souhaitent.